# Aguda (Portugal)
Aguda es una freguesia portuguesa del municipio de Figueiró dos Vinhos, con 38,47 km² de superficie. Su densidad de población es de 36,2 hab/km².